# Park Schönfeld
Koordinaten: 51° 17′ 53″ N, 9° 28′ 12″ O

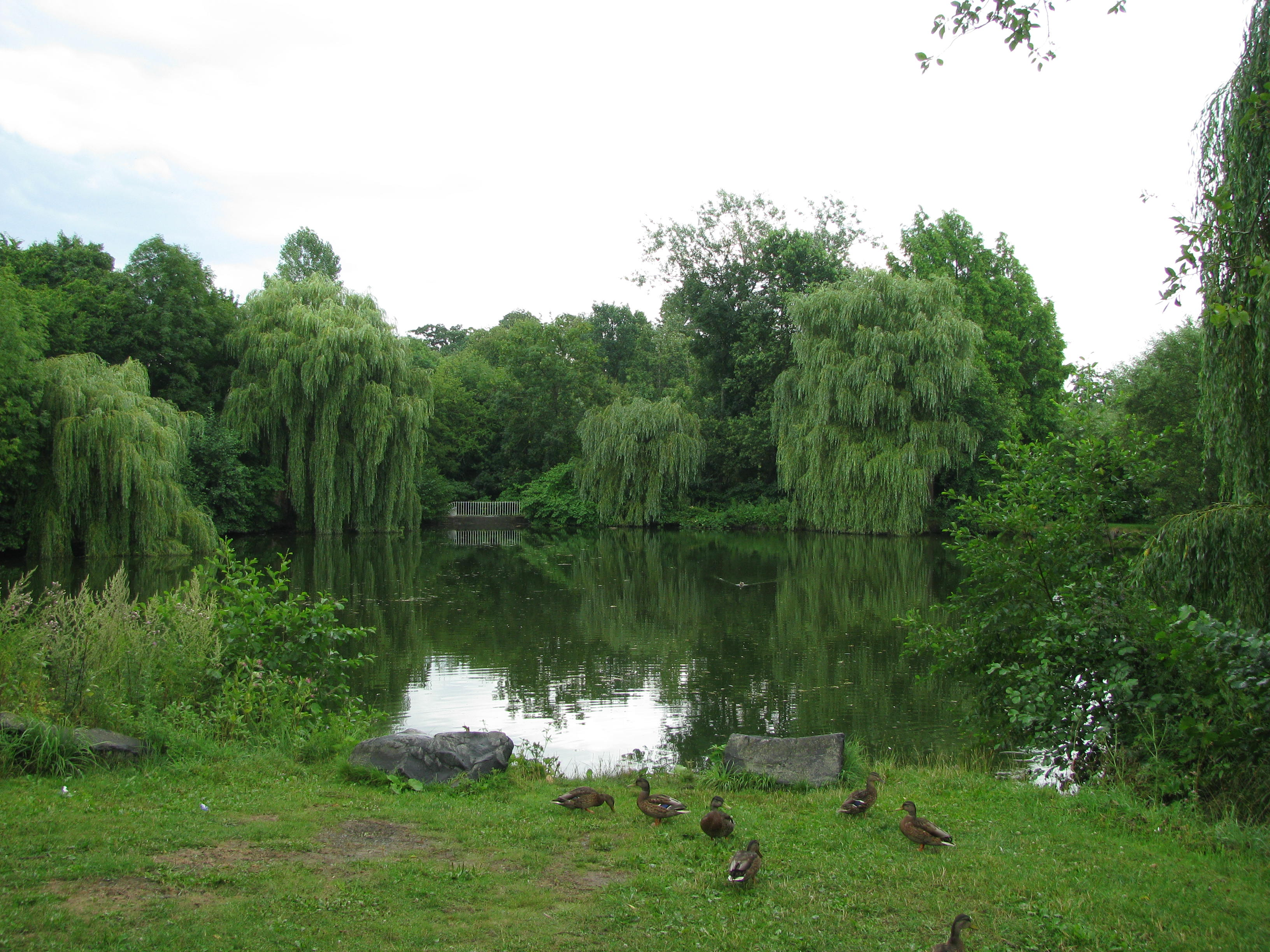
Teich im Park Schönfeld

Der Park Schönfeld ist eine öffentliche Parkanlage am südlichen Rand des Stadtteils Wehlheiden in Kassel. In ihm liegen das Schlösschen Schönfeld und der Botanische Garten sowie der Klangpfad Kassel. Der Park wird vom Spittelbach durchflossen, der auch von der etwas westlich gelegenen Donarquelle gespeist wird.
Die Donarquelle im Ortsteil Niederzwehren in Kassel ist nicht zu verwechseln mit der Donarquelle in Fritzlar.

## Geschichte
Die Anlage geht auf einen Landschaftspark im englischen Stil zurück, der von Nikolaus Heinrich von Schönfeld 1777 in Auftrag gegeben wurde. Da diesem das nötige Geld fehlte, wurde das Gelände erst von Landgraf Wilhelm I. von Hessen Kassel erstanden, dann aber 1793 an den Tabakhändler Hendrik Thorbecke verkauft. Es kam nach dessen Tod 1806 in den Besitz des Bankiers Karl Jordis. 1809 ließ Jérôme Bonaparte, der von 1807 bis 1813 als König von Westphalen in Kassel residierte, den Garten erweitern.
1891 wurde das Gelände an den Menageriebesitzer Carl Kreibe verpachtet, der dort von 1896 bis 1897 einen Zoologischen Garten betrieb. Der letzte Tierzwinger wurde erst 1962 beseitigt. 1912 wurde durch Abtrennung einer 1,5 Hektar großen Fläche vom Park Schönfeld der Botanische Garten Kassel als Schulgarten eingerichtet. In den 1960er Jahren versuchte ein privater Tiergartenverein, erneut einen kleinen Zoo im Park zu etablieren, was aber an fehlender Unterstützung scheiterte und 1969 durch Auflösung des Vereins endgültig aufgegeben wurde.
2012 wurde im Park Schönfeld ein Klangpfad mit acht Klangobjekten errichtet.